# Ernst Troeltsch – Kritische Gesamtausgabe
Die Ernst Troeltsch – Kritische Gesamtausgabe (KGA) enthält in insgesamt 27 Bänden das vollständige Werk des Theologen, Kulturphilosophen, Publizisten und liberalen Politikers Ernst Troeltsch (1865–1923), ediert nach historisch-kritischen Grundsätzen.

## Das Werk
Troeltschs weit gespanntes Werk umfasst Schriften zu Theologie, Philosophie, Kulturgeschichte und Politik. Als ein klassischer Diagnostiker der Moderne analysierte er die universalhistorische Entwicklung ihrer religiösen Prägekräfte und ebenso die Mannigfaltigkeit ihrer rivalisierenden Wertorientierungen. Sein Denken richtete sich auf die Kulturbedeutung der christlichen Konfessionen und ihrer Sozialethiken wie auf die Grundprinzipien historischer Wirklichkeitserkenntnis, um daraus Maßstäbe für die politische Gegenwartsorientierung zu gewinnen. Troeltsch plädierte für den Aufbau der europäischen Kulturgeschichte und nach den Zerstörungen des Ersten Weltkriegs für eine demokratisch verfasste europäische Kultursynthese. In seinen Berliner Jahren wirkte Troeltsch bis zu seinem Tod als Politiker und Publizist an der Errichtung der Weimarer Demokratie mit. Das Werk dokumentiert Troeltschs entscheidenden Anteil sowohl an der Begründung der modernen historischen Kulturwissenschaften als auch an der intellektuellen Legitimierung der ersten parlamentarischen Demokratie in Deutschland. Mit der KGA werden Texte der klassischen Moderne des frühen 20. Jahrhunderts neu zugänglich gemacht, die auch in den internationalen Selbstverständigungsdiskursen des 21. Jahrhunderts orientierende Kraft entfalten können. 

## Organisation der KGA
Im Auftrag der Heidelberger Akademie der Wissenschaften bildete sich ein Herausgebergremium, dem Friedrich Wilhelm Graf als Geschäftsführender Herausgeber sowie Volker Drehsen (1949–2013), Gangolf Hübinger und Trutz Rendtorff (1931–2016) angehörten. Seit 1998, vom ersten Band an, erscheint die KGA im Verlag von Walter de Gruyter, Berlin und Boston. 2002 ging die Edition von der Heidelberger Akademie an die Bayerische Akademie der Wissenschaften über. Im Auftrag der dortigen Kommission für Theologiegeschichtsforschung wird sie gegenwärtig von Friedrich Wilhelm Graf und Gangolf Hübinger herausgegeben.

## Aufbau und editorische Grundsätze der KGA
In insgesamt 27 Bänden werden sämtliche von Troeltsch verfassten Schriften, Korrespondenzen und Vorlesungen ediert. Die KGA dokumentiert die gesamte Werkentwicklung in allen überlieferten Fassungen und Entstehungsstufen, allen Manuskripten und Fragmenten nach historisch-kritischen Prinzipien, die in jedem der Einzelbände erläutert werden. Von den 20 Bänden zu den Schriften widmen sich drei Bände den rund 1300 Rezensionen und Kritiken, die Troeltsch verfasste. Die fünf Briefbände enthalten sowohl die 996 bis zum Jahr 2020 bekannt gewordenen Briefe und Karten von Troeltsch sowie 476 an ihn gerichtete Schreiben. In zwei Bänden sind die überlieferten Vorlesungsmanuskripte sowie Mit- oder Nachschriften ediert.

Die KGA versteht sich als dokumentierende, nicht als interpretierende Edition. Jeder Band enthält eine Einleitung zu werkbiographischen und historischen Kontexten, einen Editorischen Bericht zu Entstehung und Überlieferung der Texte, einen textkritischen Apparat zum Nachweis von Textentwicklung und Texteingriffen sowie einen sachlichen Erläuterungsapparat zu Begrifflichkeiten, wissenschaftlichen, politischen oder persönlichen Bezügen, die für das Verständnis der Texte notwendig sind, ebenso zum Nachweis von Zitaten und Literaturangaben. An Registern und Verzeichnissen enthält jeder Band ein Personen- und ein Sachregister, ein Verzeichnis der von Troeltsch angegebenen Literatur sowie ein Verzeichnis der von den Editoren genannten Literatur. Je nach Bedarf und zur Entlastung des Sachkommentars enthalten die Bände Biogramme der von Troeltsch erwähnten Personen. Es werden alle Entwicklungsstufen eines Textes einschließlich handschriftlicher Zusätze dokumentiert und in einem textkritischen Apparat als Varianten ausgewiesen. Die Texte werden getreu der ursprünglichen Orthographie und Interpunktion ediert; Textverderbnisse sowie editorische Eingriffe werden ebenfalls im textkritischen Apparat verzeichnet.

### Gesamtausgabe und Übersetzungen
- Ernst Troeltsch – Kritische Gesamtausgabe, Berlin und Boston 1998 ff.

### Sekundärliteratur
- Ernst-Troeltsch-Bibliographie, herausgegeben, eingeleitet und kommentiert von Friedrich Wilhelm Graf und Hartmut Ruddies, Tübingen 1982.
- Graf, Friedrich Wilhelm: Die Kritische Gesamtausgabe der Werke von Ernst Troeltsch, Akademie Aktuell. Zeitschrift der Bayerischen Akademie der Wissenschaften, Ausgabe 01/2015, S. 56–61. (auch online: https://badw.de/fileadmin/pub/akademieAktuell/2015/52/0115_13_Graf_V05.pdf)